# 1,2-dichloor-3-nitrobenzeen
1,2-dichloor-3-nitrobenzeen is een chloorderivaat van benzeen met als brutoformule C6H3Cl2NO2. De stof komt voor als kleurloze kristallen, die onoplosbaar zijn in water.

## Toxicologie en veiligheid
Bij contact met een heet oppervlak of met een vlam ontleedt deze stof onder vorming van giftige en corrosieve dampen, waaronder stikstofoxiden en waterstofchloride. 1,2-dichloor-3-nitrobenzeen reageert met sterke oxidatiemiddelen en basen. De stof tast ook metalen zoals ijzer, zink en aluminium aan.